# Stenomorda
Stenomorda es un género de coleóptero de la familia Mordellidae.

## Especies
Las especies de este género son:
- Stenomorda fasciata Ermisch, 1968
- Stenomorda flavipes Ermisch, 1968
- Stenomorda notoensis Pic, 1921
- Stenomorda tetraspilota (Fairmaire, 1895)
- Stenomorda vittatipennis (Pic, 1931)